# 默爾斯 (聖加侖州)

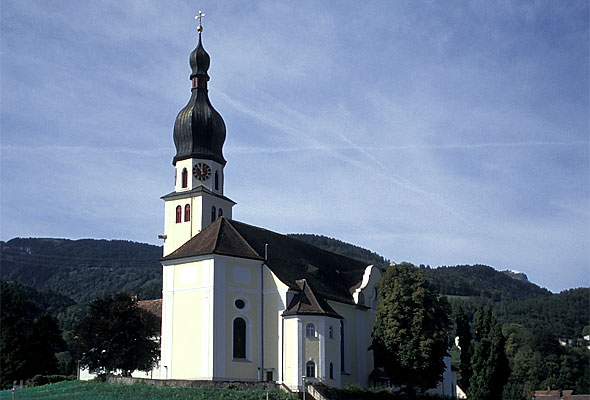

默爾斯是瑞士的城鎮，位於該國東北部，由聖加侖州負責管轄，面積139.15平方公里，海拔高度500米，2011年人口8,481，七成半人口信奉羅馬天主教，人口密度每平方公里61人。

## 外部連結
- Official website （页面存档备份，存于） （德文）